# Brandon Rush
Brandon Leray Rush (Kansas City, Missouri, 7 de julho de 1985) é um jogador de basquete profissional norte-americano que atualmente joga pelo Minnesota Timberwolves da NBA.

## Estatísticas
| † | Quando foi campeão |

### Temporada regular
| Ano      | Equipe       | PJ  | PT  | MPP  | %TC  | %3P  | %TL  | RPP | APP | ROB | TPP | PPP |
| -------- | ------------ | --- | --- | ---- | ---- | ---- | ---- | --- | --- | --- | --- | --- |
| 2008-09  | Indiana      | 75  | 19  | 24.0 | .423 | .373 | .697 | 3.1 | .9  | .5  | .5  | 8.1 |
| 2009-10  | Indiana      | 82  | 64  | 30.4 | .423 | .411 | .629 | 4.2 | 1.4 | .7  | .8  | 9.4 |
| 2010-11  | Indiana      | 67  | 21  | 26.2 | .421 | .417 | .755 | 3.2 | .9  | .6  | .5  | 9.1 |
| 2011-12  | Golden State | 65  | 1   | 26.4 | .501 | .452 | .793 | 3.9 | 1.4 | .5  | .9  | 9.8 |
| 2012-13  | Golden State | 2   | 0   | 12.5 | .667 | .000 | .667 | .5  | 1.0 | .0  | .0  | 7.0 |
| 2013-14  | Utah         | 38  | 0   | 11.0 | .333 | .340 | .600 | 1.2 | .6  | .1  | .2  | 2.1 |
| 2014-15† | Golden State | 33  | 0   | 8.2  | .204 | .111 | .455 | 1.2 | .4  | .2  | .4  | .9  |
| 2015-16  | Golden State | 72  | 25  | 14.7 | .427 | .414 | .643 | 2.5 | .8  | .3  | .3  | 4.2 |
| Total    | Total        | 434 | 130 | 22.0 | .430 | .403 | .705 | 3.0 | 1.0 | .5  | .6  | 7.0 |

### Playoffs
| Ano   | Equipe       | PJ | PT | MPP  | %TC  | %3P  | %TL  | RPP | APP | ROB | TPP | PPP |
| ----- | ------------ | -- | -- | ---- | ---- | ---- | ---- | --- | --- | --- | --- | --- |
| 2011  | Indiana      | 5  | 0  | 11.0 | .462 | .750 | .500 | 1.4 | .6  | .2  | .2  | 3.2 |
| 2015† | Golden State | 3  | 0  | 2.3  | .167 | .500 | .000 | 1.0 | .0  | .0  | .0  | 1.0 |
| 2016  | Golden State | 14 | 0  | 7.9  | .450 | .333 | .500 | 1.6 | .2  | .1  | .1  | 1.6 |
| Total | Total        | 22 | 0  | 7.8  | .410 | .444 | .500 | 1.5 | .3  | .1  | .1  | 1.9 |